# SAGAサンライズパーク

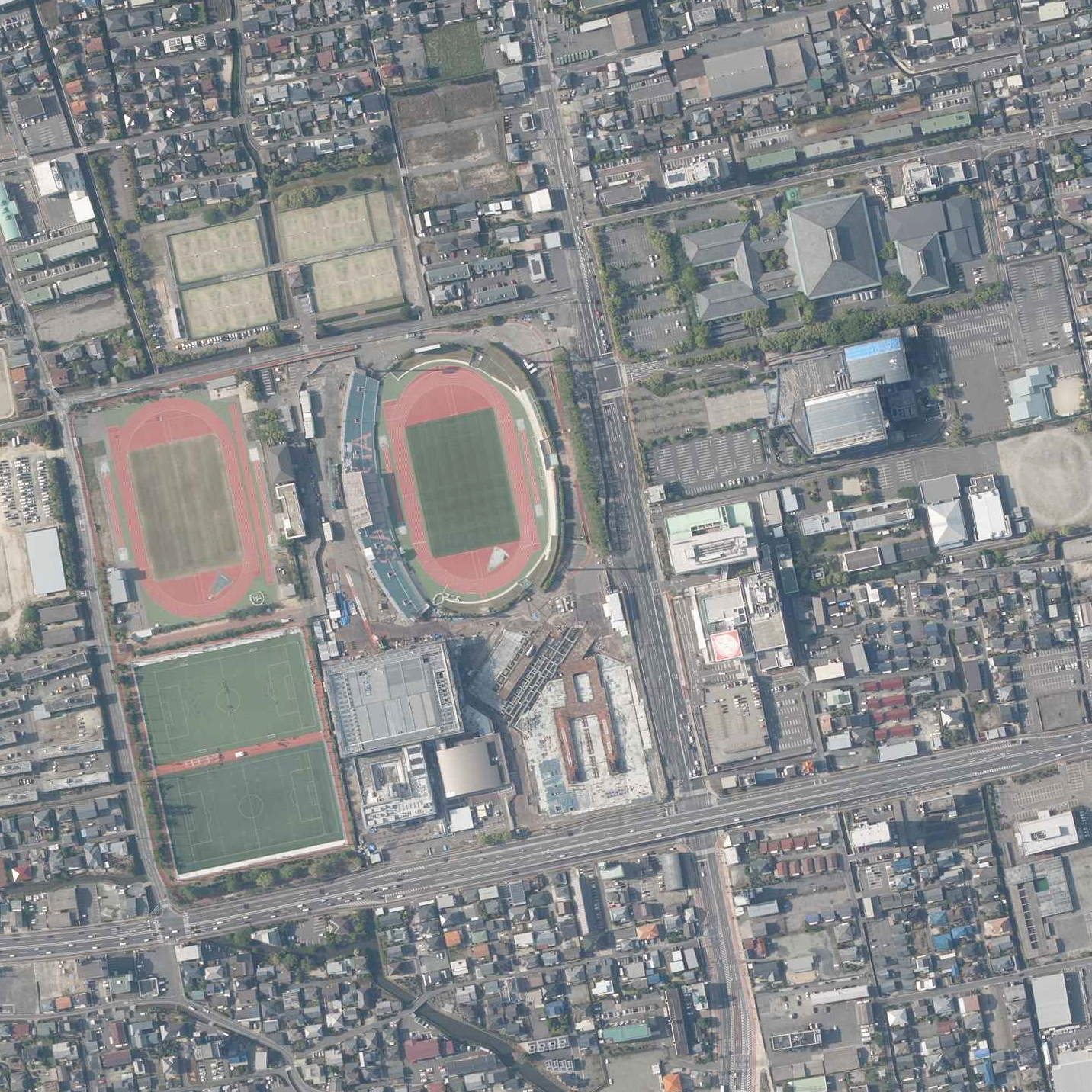
付近の航空写真。
中央に陸上競技場、その下にプールとアリーナ（建設中）、
左に球技場や補助競技場、上に庭球場。
（2021年）

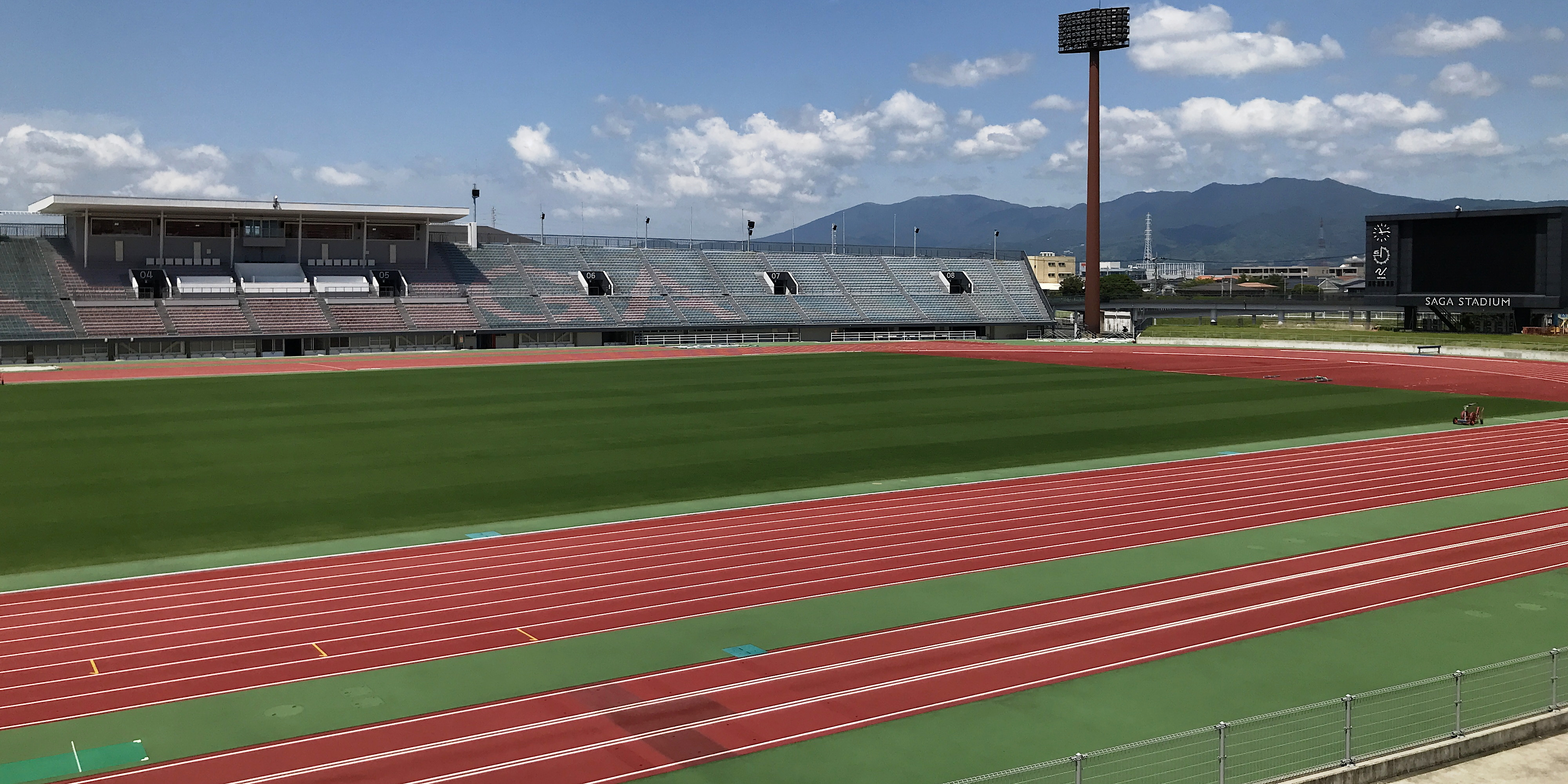
陸上競技場（SAGAスタジアム）

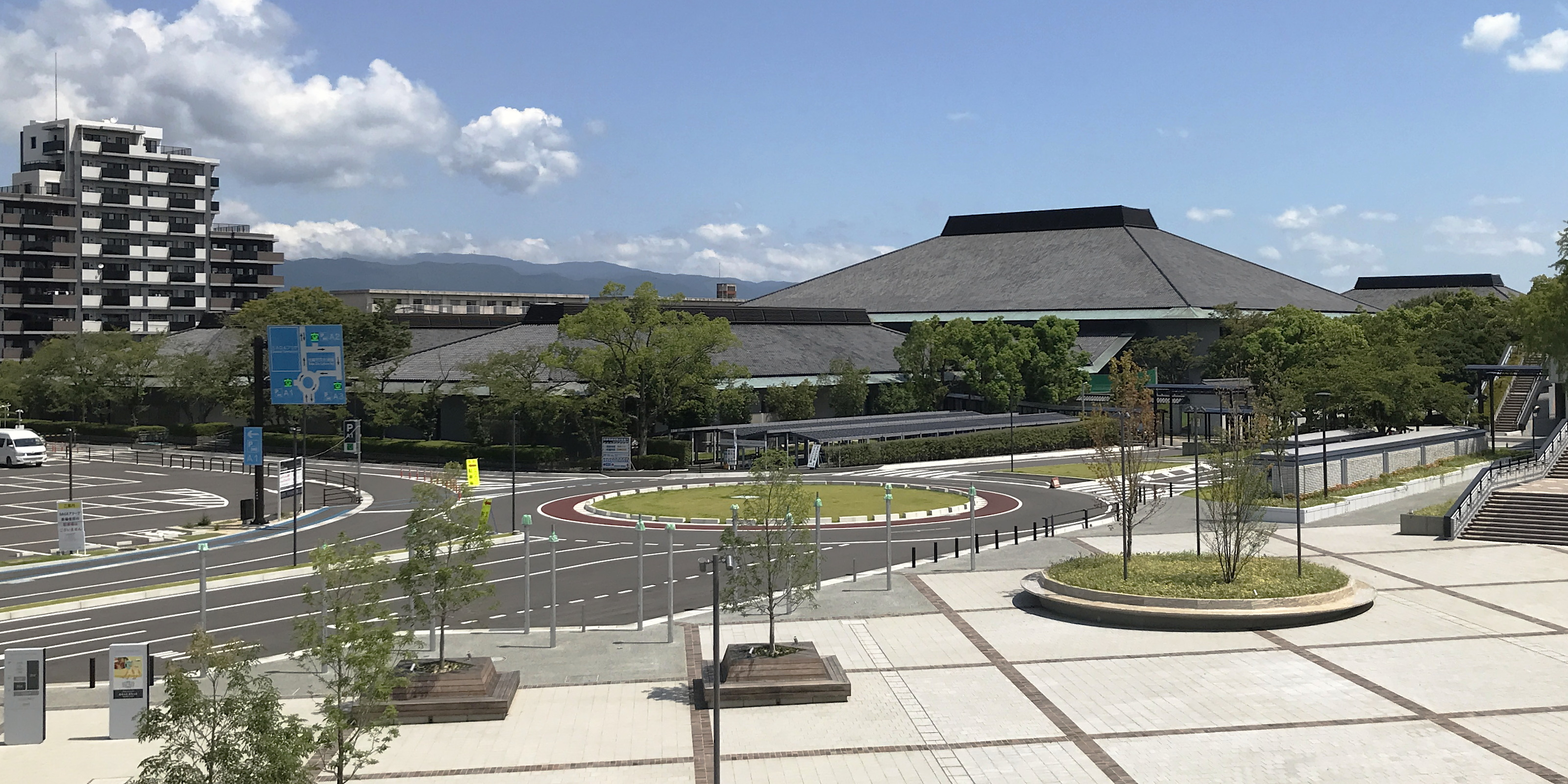
体育館（SAGAプラザ）

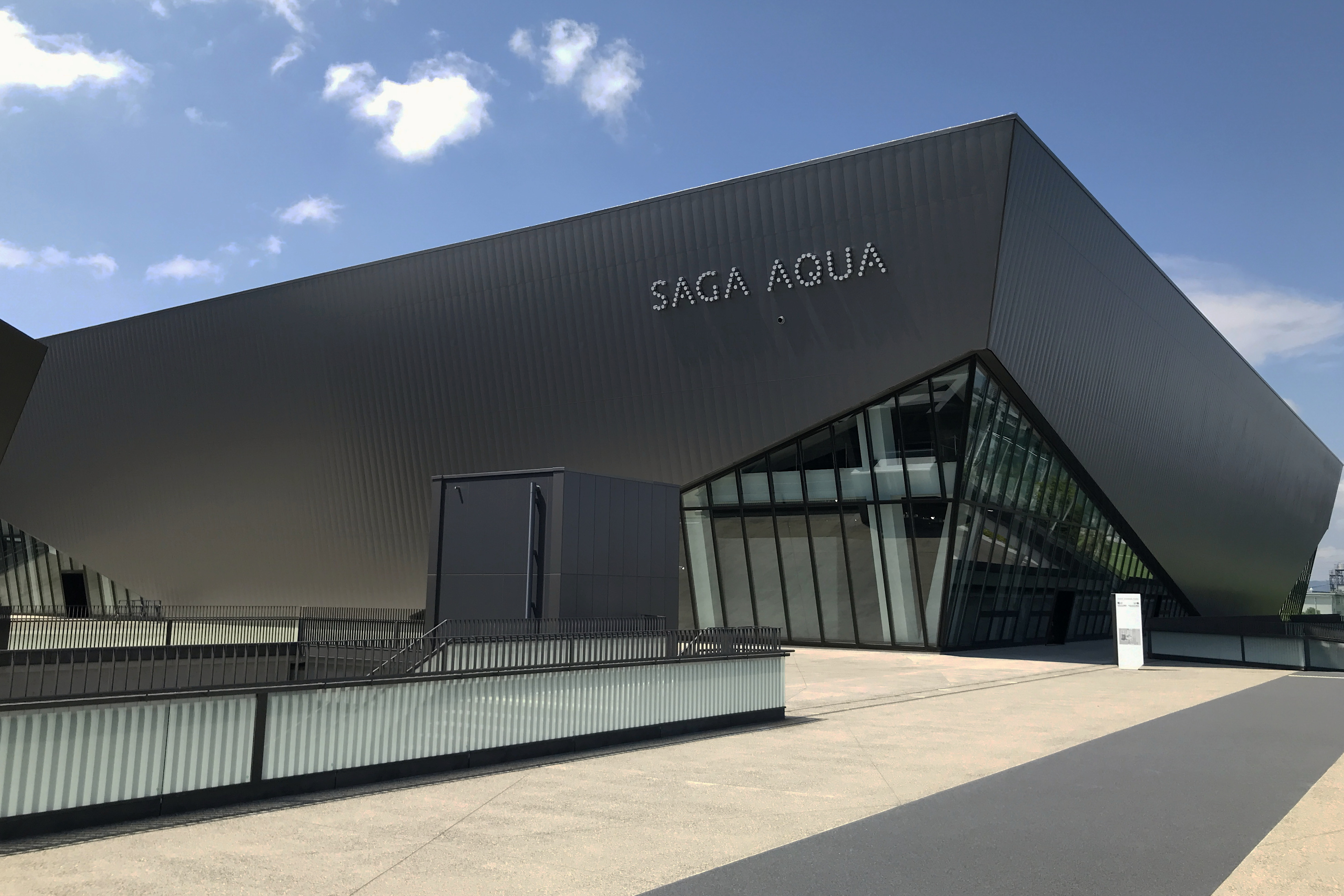
水泳場（SAGAアクア）

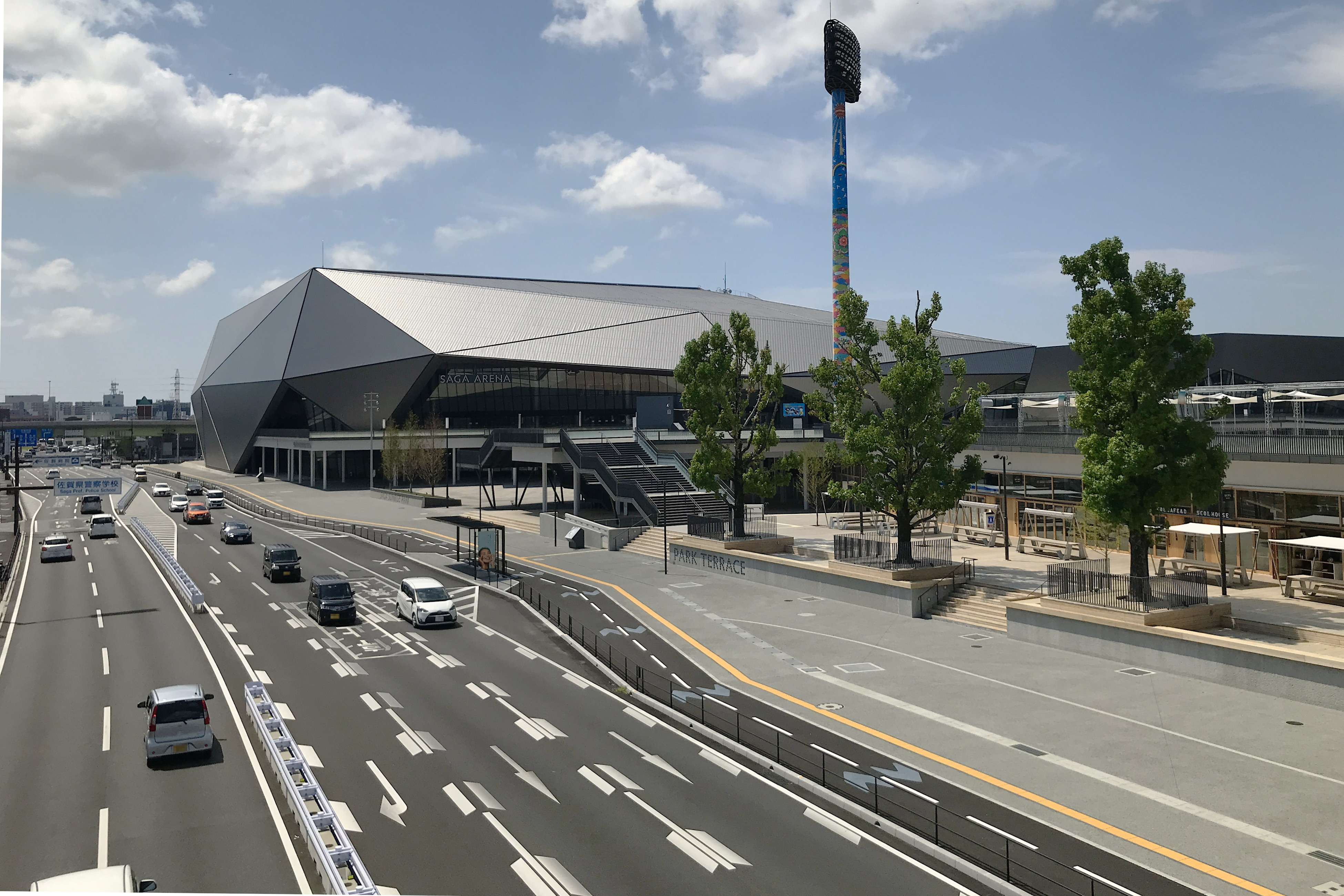
SAGAアリーナと広場、テラス、ペデストリアンデッキ

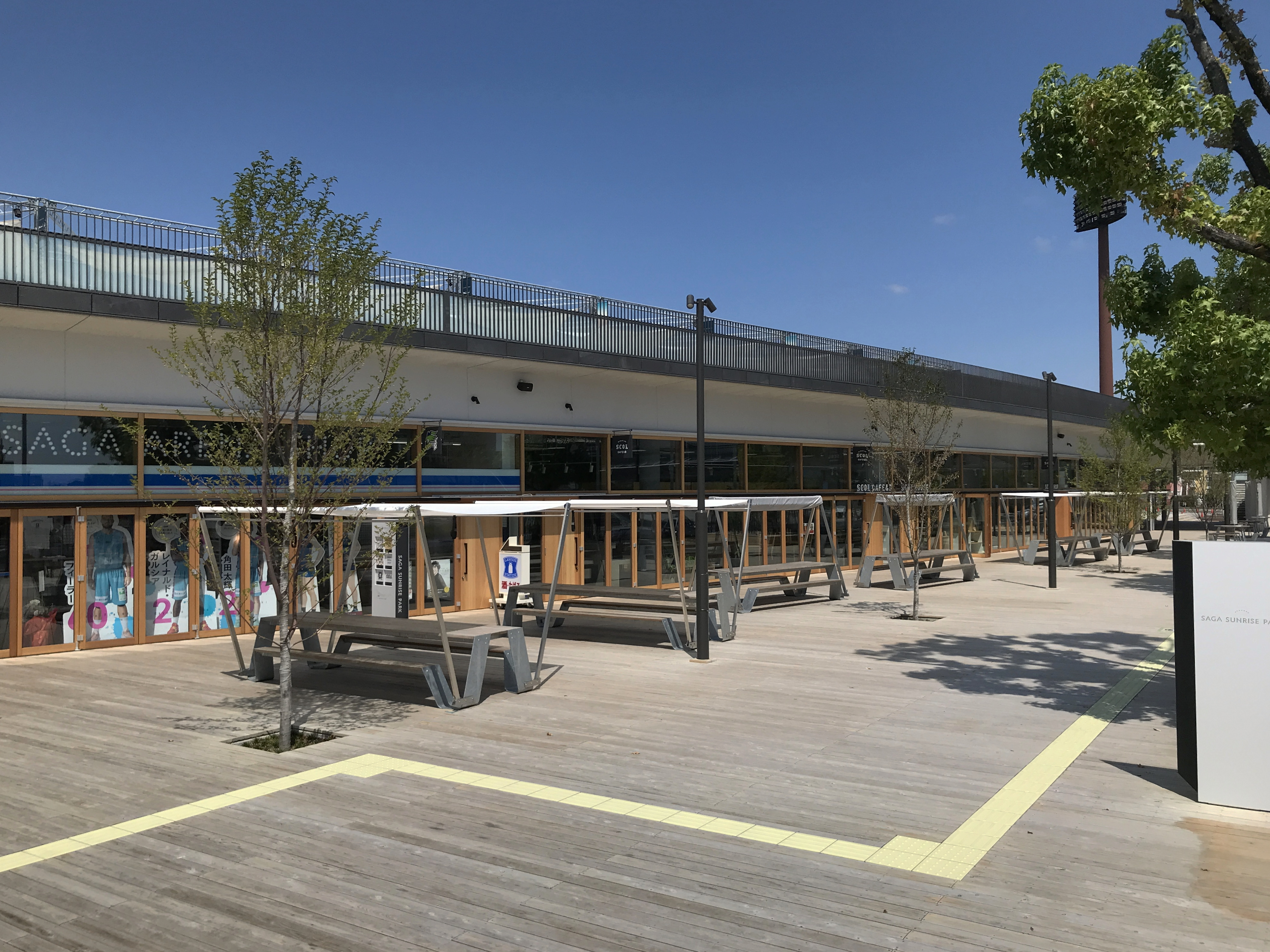
オープンテラスとカフェ、ショップ

SAGAサンライズパーク（さがサンライズパーク）は、佐賀県佐賀市日の出にある運動公園。

## 概要
1969年（昭和44年）に県条例で佐賀県総合運動場（さがけんそうごううんどうじょう）として指定され、翌1970年に陸上競技場が完成している。1976年に佐賀県で開催された第31回国民体育大会夏季・秋季大会（若楠国体）ではメイン会場地区となった。
2007年の2007青春・佐賀総体でもメイン会場として使用されている。
2024年実施予定（当初は2023年の予定で繰り延べとなっている）の第78回国民スポーツ大会・全国障害者スポーツ大会開催内定後、2023年にかけて再整備が行われた。2019年6月1日、隣接する総合体育館を公園に編入し、現在の呼称に改められた。
指定管理者制度導入当初は財団法人佐賀県体育協会が指定管理者として運営管理を行っていたが、2012年4月からは鹿児島県でフィットネスクラブを運営するセイカスポーツセンターを中心とした「セイカスポーツグループ」が隣接する佐賀県総合体育館及び市村記念体育館（佐賀市城内）を含めて新たに指定管理者に就いた。指定管理者の更新に当たっては佐賀県体育協会とセイカスポーツグループの2社が応募し、「施設の設置目的の確実な実施」「施設の効用の発揮」などの評価はいずれも佐賀県体育協会が上回ったものの、「効率化・経費縮減」の点でセイカスポーツグループが大きく上回り、総合評価が逆転した。SAGAサンライズパーク整備事業（後述）実施に当たって2020年10月以降の指定管理者を公募したところ、電通グループを中心とした「SAGAサンシャインフォレストグループ」と、美津濃を中心とした「SAGA NEXT 創造パートナーズ」の2グループから応募があり、選定委員会での選考の結果「SAGAサンシャインフォレストグループ」が選ばれ、2020年10月1日から10年6ヶ月の間指定管理を担っている（運営企業は特定目的会社である株式会社SAGAサンシャインフォレスト）。

## 施設
- SAGAアリーナ
8,000席規模の大規模アリーナ。2023年5月オープン。
- 陸上競技場（愛称:SAGAスタジアム、略称:SAGAスタ[11]）
全天候舗装の競技場。2022年にリニューアル工事を実施し、日本陸上競技連盟（以下日本陸連と略記）第1種公認とワールドアスレティックス（旧・世界陸連）クラス2の認定を取得。雨天練習場の整備、走路の改修、諸室等の整備も行われた。
1970年建設で当時日本陸連第2種公認を取得していた。1995年にナイター設備、1998年に電光掲示盤がそれぞれ完成している。
Jリーグ・サガン鳥栖が2012年まで年に1・2回公式戦を行っていた。
- 第二競技場（略称:セカスタ[11]）
日本陸連第3種公認。2018年6月に改修工事を終えて公認取得。
全天候型ウレタン舗装8レーン（1周400m）、写真判定室、天然芝フィールド、砲丸投ピット、跳躍ピットを有する。
- 水泳場（愛称:SAGAアクア[11]）
日本水泳連盟公認の50m屋内プール、25mの屋内プール（冬季は温水、2006年に完成）のほか、飛び込み用プールを備える。収容人員は1580人。
室内プールの2階は多目的ホールとなっている。
- 体育館（愛称:SAGAプラザ[11]）
- 庭球場（愛称:テニスフィールド[11]）
砂入り人工芝16面と壁打ちコート、クラブハウスを備える。収容人員は3000人。
- 球技場（愛称:ボールフィールド[11]）
サッカー・ラグビー用のグラウンド（2面）。2017年3月27日に天然芝から人工芝に改修。夜間照明設備を有する。
- 多目的広場
投てき練習場、駐車場などに利用されるグラウンド。旧第2補助競技場。
- エアーライフル射撃場（愛称:シューティングレンジ[11]）
鉄骨造、平屋建て、26射座（AR:13射座、BR:13射座）。第2補助競技場跡地に移転してきたもの。
日本ライフル射撃協会第2種射撃場公認相当、空気銃射撃場の指定（佐賀県公安委員会）。
- ボクシング場・ フェンシング場
総合体育館敷地内にあり、再整備で移転してきている。鉄骨造、平屋建て。ボクシング練習場リング1面（2面設置可能）、フェンシング練習場ピスト2面（4面設置可能）。
国際フェンシング連盟競技規則に合うピストを設置。
- 1500mランニングコース
- カフェ&ショップ
ペデストリアンデッキ周辺にある店舗。隣接してオープンスペースがある。
- 馬術場
佐賀市鍋島町森田に所在。

## 再整備事業
従来の施設は老朽化に加え、陸上競技場は日本陸連第1種公認の基準を満たしておらず、水泳場も国体等が開催可能な公認基準を満たしていないなどの問題点を抱えていた。また、佐賀県総合体育館は観客席の不足、市村記念体育館は築50年以上が経過し、かつフロア面積が小さいなどの問題点を抱えていた。
国体国民スポーツ大会・全国障害者スポーツ大会の開催内定を受け、県は2016年（平成28年）にこれらの施設の抜本的再整備の検討を始め、2017年3月に整備基本計画を策定する。佐賀県総合競技場・佐賀県総合体育館を一体的に整備し、両エリアをペデストリアンデッキ（歩行者デッキ）で結ぶ計画とした。
2018年3月30日、整備エリア全体の愛称を町名の「日の出」に由来する「SAGAサンライズパーク」とし、アリーナの観客席数を8,000席規模に拡大する案を公表。基本設計業務は佐賀県の発注した公募型プロポーザルの結果、梓設計・石橋建築事務所・三原建築設計事務所JVを選定した。
同年11月1日、県は各施設の整備概要を公表、各施設へ新たに施設に愛称を付与することとした。
県議や地元住民、県に寄せられたメールで好意的な意見が多かったこともあり、2019年1月18日の会議で整備エリア一帯の正式名称を「SAGAサンライズパーク」とすることを決定。2月県議会に佐賀県総合運動場条例（昭和44年3月31日 佐賀県条例第9号）と佐賀県総合体育館条例（昭和61年3月29日 佐賀県条例第8号）を統合した「SAGAサンライズパーク条例」を提案することになった。また、整備後の運用に関しては民間に運営権を売却する運営権制度ではなく、収支の差額を行政が補填する指定管理者制度を採用することも決まった。
メイン施設のアリーナ新設に197億円、設計費などを含めたパーク全体の総事業費が470億円であることがわかった。その後、アリーナ新築工事入札の不落を受け、県はアリーナの建設費を含めて65億円を増額する予算案を11月定例県議会に提案することになった。それに伴って、パーク全体の総事業費は535億円に増額されている。
これらの整備事業に対し、「SAGAサンライズパーク＋栄光橋＋佐賀市文化会館西側広場」として2024年度（令和6年度）の土木学会デザイン賞 最優秀賞を受賞した。

## 交通
- JR佐賀駅からサンライズストリート（駅北口大通り）・国体通り経由、徒歩約20分
- 佐賀駅バスセンターから佐賀市営バス「自動車試験場・運転免許センター行き」（尼寺・金立線）または昭和バス「佐賀営業所行き」「中極経由小城行き」（中極・東山田線）で「SAGAサンライズパーク（市文化会館前）」下車[21][22][23]
- 長崎自動車道佐賀大和ICより国道263号を南下、自動車で約6km（約12分）
- 福岡市方面から西鉄高速バスわかくす号「佐賀第二合同庁舎行き」で「SAGAサンライズパーク北」または「SAGAサンライズパーク（市文化会館前）」下車

### 注記
1. 1 2  構成企業は電通グループ、ミズ、マベック、サガテレビ、葉隠緑化建設、田島興産、さが健康支援研究所、クラブサクセスジャパン、シンコースポーツ九州、コングレ、西鉄ビルマネージメント、ダンロップスポーツウェルネス[8]。